# Bengalia taksina
Bengalia taksina este o specie de muște din genul Bengalia, familia Calliphoridae. A fost descrisă pentru prima dată de Andy Z. Lehrer în anul 2005.
Este endemică în Thailand. Conform Catalogue of Life specia Bengalia taksina nu are subspecii cunoscute.